# Laufen-Uhwiesen
Laufen-Uhwiesen es una comuna suiza del cantón de Zúrich, situada en el distrito de Andelfingen. Limita al norte con las comunas de Neuhausen am Rheinfall (SH), Flurlingen y Feuerthalen, al este con Schlatt (TG), al sur con Trüllikon y Benken, al suroeste con Dachsen, y al oeste con Jestetten (DE-BW).